# 小原美穂
小原美穂（おばら みほ）は、日本の放送作家。A&Gアカデミー放送作家コース第4期生。

## 人物
『A&G GAME MASTER GT-R』や『伊藤かな恵の超ラジ!Girls』では「みほさん」、『日野聡vs立花慎之介 平成ニッポン・国取り合戦ラジオ!!』では「みぽりん」と呼ばれる。『白石涼子の聞かなきゃ☆そん♪Song!』では作家の名前が出ることはないが、関連番組の『白石涼子のそん♪Song!ばっく☆とーく』には「リーダー」として登場する。

## 参加番組

### メイン構成作家
- 白石涼子の聞かなきゃ☆そん♪Song!（文化放送）　※2010年4月3日で番組終了。
- A&G GAME MASTER GT-R（超!A&G+）
  - A&G GAME MASTER GT-R AMspec（文化放送）
- 伊藤かな恵の超ラジ!Girls（超!A&G+）※2010年9月28日で番組終了。
- 白石涼子のそん♪Song!ばっく☆とーく（文化放送系列制作インターネットラジオ） ※2010年4月初めで配信終了。
- A&G NEXT GENERATION Lady Go!!（超!A&G+）
  - 水曜日担当(2012年11月-)
  - 水・金曜日担当(2012年4月-10月)
  - 月・水曜日担当(2011年10月-2012年3月)
  - 水・金曜日担当(2011年4月-9月)
  - 月・火・木曜日担当(-2011年3月)
- 高垣彩陽のあしたも晴レルヤ（超!A&G+） ※2013年1月10日放送分にて卒業。
- あいぽん・レニぽんのイングリッシュコロシアム ※前身番組の「あいぽんの頑張るぐろ〜ばる」から引き続き担当したが、2011年7月27日で終了（超!A&G+）
- 佐倉綾音 Ayane*LDK（超!A&G+）　※2015年1月7日で番組終了。
- あおい・さおりの新番組(`・ω・´)（超!A&G+）
- 日野聡vs立花慎之介 平成ニッポン・国取り合戦ラジオ!!（ラジオ関西・アニたまどっとコム）
- ゆいこ・ひさこのでかした!RanQueen!（超!A&G+）
- 日高・小松の天使になれるもん☆（マリン・エンタテインメント・インターネットラジオ）
- 吉野裕行FC（超!A&G+）
- どうも、マリン・エンタテインメントの新しい番組です(仮)（マリン・エンタテインメント初の動画付きラジオ番組）
- 大久保瑠美・原紗友里 思春期第二形態！！[2]（ニコニコ生放送(株式会社PLUS音制作)）

など

### その他
- ノン子とのび太のアニメスクランブル（文化放送）
- アキバチック天国・スーパー（文化放送）
- 樹元オリエwith山口勝平のランチタイムミュージック（文化放送）
- 集まれ昌鹿野編集部（ラジオ関西）
- 超!A&Gミュージック+TV（超!A&G+）- 第3期まで木曜日の担当。第4期からは別の曜日へ担当移動。